# Kloster La Colombe
Das Kloster La Colombe (Notre-Dame de la Colombe; Columba) (nicht zu verwechseln mit dem 1633 gegründeten Priorat Sainte-Colombe bei Longwy) ist eine ehemalige Zisterzienserabtei in der Gemeinde Tilly im Département Indre, Region Centre-Val de Loire, in Frankreich. Es lag rund 37 km südöstlich von Argenton-sur-Creuse an der Straße nach Lignac.

## Geschichte
Das Kloster wurde wohl um 1138 gegründet und schloss sich 1146 als Tochterkloster von Kloster Preuilly dem Zisterzienserorden an. Damit gehörte es der Filiation von Kloster Cîteaux an. In den Jahren ab 1414 bis 1434 wurde es umgebaut. 1493 fiel es in Kommende. In der Französischen Revolution wurde es aufgelöst. Kirche und Kapitelsaal wurden vor 1833, das im Norden gelegene Refektorium in der Mitte des 19. Jahrhunderts abgebrochen.

## Bauten und Anlage
Erhalten sind neben der Mühle das Corps de Logis, die Umfassungsmauern, Reste eines Kanals und zweier Bassins.